# Mankells Wallander: Bilderrätsel
Bilderrätsel (schwedisch: Fotografen) ist ein schwedischer Fernsehfilm aus dem Jahr 2006.
Es handelt sich um die achte Folge der ersten Staffel, also die insgesamt achte Folge der schwedischen Kriminalserie Mankells Wallander mit Krister Henriksson in der Hauptrolle. Die Erstausstrahlung in Schweden erfolgte am 10. Mai 2006 auf TV4; die deutschsprachige Erstausstrahlung erfolgte am 30. Dezember 2006 auf Das Erste.

## Handlung
Der Kriegsfotograf Robert Thuresson veranstaltet in Ystad eine Vernissage mit neuen Kriegsfotos. Eine Frau stiehlt eines der ausgestellten Fotos von der Wand und flieht auf die Straße. Im Jachthafen wird sie von einem Auto angefahren.
In der Zwischenzeit werden Stefan und Linda zu einem Ferienhaus gerufen, nachdem eine Frau bei der Polizei angerufen hat, weil die Tür offenstand. Anscheinend hat ein Unbekannter in dem Ferienhaus übernachtet.
Inzwischen beobachtet Wallander vom Auto aus das Familienleben seiner Bekanntschaft Anja und versucht, sie anzurufen.
Im Jachthafen findet sich die Leiche der angefahrenen Frau im roten Kleid im Wasser. Stefan verfolgt einen Pressefotografen, der Fotos vom Fundort macht. Dieser sagt aus, dass er die unbekannte Frau am Tag zuvor auf der Vernissage von Robert Thuresson gesehen hat. Am Ort der Vernissage erfährt Linda, dass die Frau Engländerin oder Amerikanerin war und sie und Thuresson einen Streit hatten. Thuresson arbeitet als Kriegsfotograf für eine renommierte Fotoagentur namens Magnum. Nachdem die Frau das Foto, das er im Jahr 2005 in Kabul aufgenommen hat, von der Wand nahm, lief er ihr hinterher und kam nicht mehr zurück.
Stefan findet in der Zwischenzeit heraus, in welchem Hotel die Frau übernachtet hat. Wallander sieht sich in ihrem Hotelzimmer um und findet heraus, dass es sich bei der Toten um die 42-jährige Amerikanerin Sarah Lyell handelt. Im Hotelzimmer findet sich auch ein Fax der Fotoagentur Magnum.
Wallander und Stefan suchen den Hof auf, auf dem Robert Thuresson mit seiner Mutter wohnt. Beide reagieren abweisend auf Wallander und Stefan. Thuresson gibt an, dass er hinter Sarah Lyell herlief, als sie das Foto von der Wand nahm und er die Nacht über betrunken war. Sein Auto stehe noch bei der Galerie, er habe nach Hause ein Taxi genommen.
Die Gerichtsmedizin findet heraus, dass Sarah Lyell einen Genickbruch hatte und schon tot war, als sie ins Wasser fiel. Zudem war sie im vierten Monat schwanger.
Inzwischen tritt Wallanders Vorgesetzte Lisa wieder ihren Dienst an.
Sarah Lyell war mit dem Wirtschaftswissenschaftler Tom Lyell verheiratet und hat für eine Wohltätigkeitsorganisation namens „World Food Organization“ gearbeitet. Die Polizei fahdet nach Thuressons Auto, das sich nicht bei der Galerie befand.
Wallander trifft zufällig Anja wieder, die sagt, dass sie viel zu tun hatte, weil ihre Familie wieder zuhause ist. Als er genauer über sie reden will, reagiert sie ausweichend und verabschiedet sich.
Während am Strand Thuressons ausgebranntes Auto entdeckt wird, macht Stefan den Taxifahrer ausfindig, der Sarah Lyell vom Flughafen zum Hotel gefahren hat. Im Auto findet sich Sarah Lyells zweiter Ohrring. Laut Internet war sie zuletzt in Kabul tätig, das letzte halbe Jahr suspendiert. Der Taxifahrer sagt aus, dass er sie zum Hotel gefahren hat und sie sich mit jemandem auf Englisch am Smartphone gestritten hat; nach dem Einchecken wollte sie zu Thuresons Adresse fahren und kam zehn Minuten später total verstört wieder zurück; danach hat er sie wieder zum Hotel gefahren. Einige von Thuressons Fotografien entstanden in der Zeit, in der er und Sarah Lyell in Kabul waren. Wallader und sein Team vermuten, dass Sarah Lyell das Kind wollte, Thuresson aber nicht. Stefan und Wallander brechen auf, um Thuresson zu verhaften, finden ihn aber nicht auf dem Hof vor. Stefan sucht in den Gaststätten und Kneipen nach ihm und findet in schließlich in einer Kneipe. Als Stefan ihn verhaften will, widersetzt er sich, es kommt zu einer Prügelei, bis Svartman Stefan zu Hilfe kommt. Thuresson erzählt, sie hätte auf einmal vor der Tür gestanden und hätte erzählt, dass sie suspendiert worden sei, und habe seine Negative durchschauen wollen; er habe sie daraufhin rausgeschmissen.
Da trifft Sarah Lyells Ehemann Tom Lyell aus Amerika ein. Eine Krankenschwester, die mit Sarah Lyell in Kabul für die WFO arbeitete, erzählt Stefan, Sarah Lyell sei beschuldigt worden, Siegel gestohlen zu haben. Von Roberts Mutter erfährt Linda, dass Robert homosexuell ist und demnach nicht als Vater von Sarahs Kind in Frage kommt. In der Zwischenzeit freundet Wallander sich mit Tom Lyell an. Er erzählt Wallander, dass er gerne mit ihr Kinder gewollt hätte, sie aber anscheinend nicht mit ihm, weil ihr ihre Arbeit wichtiger war.
Inzwischen zieht Linda bei Stefan aus und bei Wallander ein, weil sie meint, dass Stefan und sie nicht miteinander reden können.
Da bricht jemand in den Hof der Thuressons ein; Roberts Mutter kann den Einbrecher nur noch weglaufen sehen. In Roberts Kameras finden sich die Siegel aus Kabul. Die Spürhunde verlieren die Spur des Einbrechers. Da meldet sich Wallanders Mutter und gibt an, sie hätte Sarah Lyell angefahren; Sarah Lyell hätte allerdings noch gelebt, als sie ins Wasser fiel. Laut seiner Agentur war Robert zu der Zeit, als Sarah schwanger wurde, in China. Trotz der belastenden Faktoren, die gegen Robert Thuresson sprechen, lässt Wallander ihn gehen.
Wallander platzt in eine von Anjas Therapiestunden, um endlich mit ihr reden zu können. Sie sagt, dass sie sich für ihren Mann entschieden hat.
Linda erfährt von Sarahs Ärztin, dass Sarah zwei Jahre lang vergeblich versucht hat, schwanger zu werden, und dass ihr Mann sich hat sterilisieren lassen. Sie hat es schließlich erfolgreich mit künstlicher Befruchtung versucht. Wallander wird klar, dass Lyell ihn belogen hat.
Als Thuresson auf einem seiner Fotos Lyell entdeckt, taucht dieser plötzlich auf und bedroht Thuresson. Thuresson weigert sich, ihm das Negativ zu geben, und wird von Lyell angeschossen. Linda fährt zum Hotel und durchsucht Tom Lyells Hotelzimmer, verpasst ihn aber knapp. Wallander vermutet, dass Lyell zum Flughafen will. Er und Linda fahren ihm auf der Autobahn nach, während Stefan die Landstraße nimmt. Kurz nach der Zollstation gelingt es ihnen, Tom Lyell zu fassen. Stefan stattet Thuresson einen Krankenbesuch ab.

## Kritiken
„(Fernseh-)Krimi nach einem nur wenig überzeugenden Buch von Henning Mankell. - Ab 14.“